# Carlos Mármol
Carlos Agustín Mármol (nacido el 14 de octubre de 1982 en Bonao) es un lanzador relevista dominicano de Grandes Ligas que ha jugado para los Chicago Cubs, Dodgers de Los Ángeles y Miami Marlins.

## Ligas menores
Mármol comenzó su carrera como receptor/jardinero. En su última temporada como bateador, en el 2002, bateó para .258 con un OBP de .271 para los Cachorros en Arizona en la Liga de Novatos, y un promedio de .149 con un OBP de .167 para Lansing Lugnuts, en el nivel Single-A.
Después de batear .273 en 14 partidos de ligas menores, Mármol trabajó para convertirse en lanzador. Terminó con un récord de 26-19 con una efectividad de 3.41 antes de ser llamado a las Grandes Ligas y añadido al roster en noviembre de 2005.

## Grandes Ligas

### 2006
Mármol hizo su debut en Grandes Ligas el 4 de junio de 2006, contra los Cardenales de San Luis en el papel de relevista. Lanzó dos entradas en blanco, permitió un hit y ponchó a tres.
Después de que el lanzador de los Cachorros Kerry Wood fue colocado en la lista de lesionados por segunda vez de la temporada, Mármol fue llamado para hacer una apertura. Se unió a Rich Hill, Ángel Guzmán, Sean Marshall, Juan Mateo, Ryan O'Malley, y Jae Kuk Ryu como uno de los siete novatos en hacer una apertura en el 2006 para los Cachorros. El 11 de junio, contra los Rojos de Cincinnati, en su primera apertura oficial en Grandes Ligas permitió sólo una carrera y dos hits, ponchó a siete y dio tres boletos en una eventual victoria de los Cachorros de 9-3.
Llegó a hacer 19 apariciones y 13 aperturas en la temporada 2006. Su primera temporada estuvo cargada de altibajos, mejorando en la recta final, registrando una efectividad de 6.08 en 77 innings, dando boletos a 6.9 bateadores por cada nueve innings.

### 2007
Mármol regresó a las Grandes Ligas en 2007 recibiendo 5 millones de dólares como lanzador de relevo para los Cachorros. Debido a una lesión del cerrador de los Cachorros Ryan Dempster, Mármol fue llamado a lanzar en el noveno inning de un juego contra los Rockies de Colorado el 27 de junio de 2007. Lanzó un inning sin anotaciones, registrando dos ponches, para su primer salvamento de Grandes Ligas.
En su segunda temporada, floreció en el bullpen como preparador y terminó la temporada con una estelar efectividad de 1.43 y ponchó a 96 bateadores en 69.1 entradas. Su efectividad fue bastante buena en tercer lugar en las Grandes Ligas entre los relevistas, solo por detrás del cerrador de los Marineros de Seattle J. J. Putz y el cerrador de los Dodgers de Los Ángeles Takashi Saito. Recibió un voto de 10º lugar y llegó al 26º en la votación para el MVP.

### 2008
Entrando a la temporada 2008, Mármol estuvo en una apretada batalla por el puesto de cerrador de los Cachorros que estaba vacante ya que el cerrador Ryan Dempster fue movido a la rotación de abridores. Compitió con Kerry Wood y Bob Howry por el lugar, y mientras tanto él y Wood tuvieron números sólidos en la primavera, el mánager Lou Piniella optó por el veterano Wood para cerrar y mantuvo a Mármol en el papel de preparador destacándose en el 2007. Mientras Wood estuvo sufriendo con una ampolla, Mármol fue seleccionado para reemplazarlo en el Juego de Estrellas 2008, y lanzó la entrada 13 como relevista sin permitir anotaciones en una eventual derrota de la Liga Nacional de 15 entradas.

### 2009

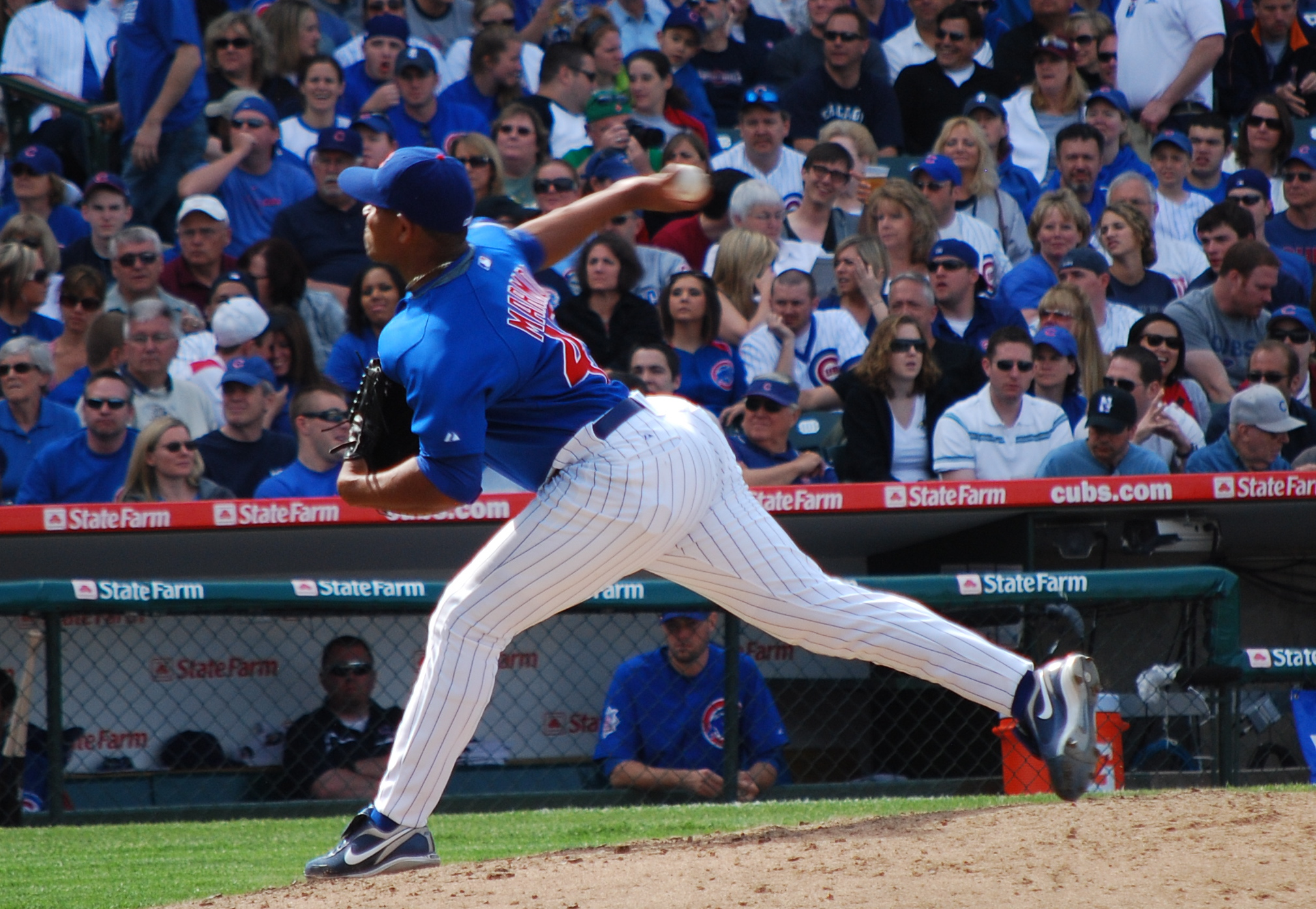
Mármol lanzando en 2009

Mármol compitió con Kevin Gregg para el papel de cerrador después del despido de Kerry Wood antes de la temporada 2009, pero perdió el papel de Gregg.
En los entrenamientos de primavera de 2009 lideró a todos los lanzadores en hit by pitch, con 5 (en 10.1 innings). Desde el 18 de agosto de 2009, estuvo liderando a todos los lanzadores de la Liga Nacional en hit by pitch en la temporada regular, con 11 (en 56.1 innings), y sus 52 boletos promedió 8 boletos por cada nueve innings.
Sin embargo, después de una serie de apariciones decepcionantes por Gregg en agosto, y después de que Gregg permitiera 12 jonrones en 56 entradas y un tercio (la mayor cantidad en las Grandes Ligas para un relevista), Piniella anunció el 18 de agosto que reemplazaría Gregg por Mármol como cerrador.

### 2010
Mármol obtuvo el premio DHL Delivery Man Award para el mes de septiembre. Terminó la campaña de 2010 con un promedio de 16.0 ponches por cada nueve entradas (138 en 77 entradas y dos tercios),  rompiendo el récord de mayor ratio de P/9 por un lanzador con al menos 50 entradas lanzadas, anteriormente en manos de Éric Gagné.

## Estilo de lanzar
Mármol lanza con un movimiento de brazo lateral y es conocido por su excelente capacidad para ocultar la pelota. El slider es su lanzamiento más eficaz, y puede lanzarlo de tal manera en tres diferentes formas: un slider recto, una curva, y una bola profundamente rompiente que se mueve bruscamente hacia abajo y lejos de los bateadores derechos. Mientras Mármol de vez en cuando pierde el control de su recta, tiene un excelente movimiento final, es capaz de lanzarla de forma potente. Mármol reconoce que en momentos de atascos o bases llenas otorga boletos con frecuencia, pero sabe conseguir salir de ellos.